# María del Carmen Navarro Cruz
María del Carmen Navarro Cruz (3 de enero de 1960, Macael) es una política española miembro del Partido popular (PP). Es diputada por Almería desde el 29 de noviembre de 2016 para la XII legislatura. Anteriormente fue diputada en las IX y X legislaturas.

## Biografía

### Profesión
María del Carmen Navarro Cruz es licenciada en periodismo, en publicidad y relaciones públicas, diplomada en ciencias de la educación, y máster en comunicación social y en dirección comercial y marketing.

### Carrera política
Ha sido diputada en el Parlamento de Andalucía y diputada provincial en la diputación almeriense. Ha sido diputada nacional de 2008 a 2015. Es vicepresidenta de la federación popular almeriense y miembro del comité ejecutivo regional.
El 29 de noviembre de 2016 entró como diputada por Almería en el Congreso de los Diputados en sustitución a Eloísa Cabrera, que había renunciado a su acta.